# El Zapatero, San Luis Potosí
El Zapatero är en ort i Mexiko.   Den ligger i kommunen Ahualulco och delstaten San Luis Potosí, i den centrala delen av landet, 400 km nordväst om huvudstaden Mexico City. El Zapatero ligger 1 908 meter över havet och antalet invånare är 252.
Terrängen runt El Zapatero är kuperad åt nordväst, men åt sydost är den platt. Runt El Zapatero är det ganska tätbefolkat, med 54 invånare per kvadratkilometer. Närmaste större samhälle är Ahualulco, 4,5 km söder om El Zapatero. Omgivningarna runt El Zapatero är i huvudsak ett öppet busklandskap.